# بوم‌فاشیسم
بوم‌فاشیسم (به انگلیسی: Ecofascism) یک مدل سیاسی نظری است که در آن یک دولت تمامیت‌خواه از افراد می‌خواهد که منافع خود را فدای «کل ارگانیک طبیعت» کنند. 
برخی از نویسندگان از آن برای اشاره به خطر فرضی دولت‌های پادآرمان‌شهری آینده استفاده کرده‌اند که ممکن است برای مقابله با مسائل زیست‌محیطی به سیاست‌های فاشیستی متوسل شوند. نویسندگان دیگر از آن برای اشاره به بخش‌هایی از جنبش‌های فاشیستی تاریخی و جنبش‌های فاشیستی نوین که بر مسائل زیست‌محیطی متمرکز شده‌اند، استفاده کرده‌اند.

### گرت هاردین، پنتی لینکولا و «اصول اخلاقِ قایق‌نجات»

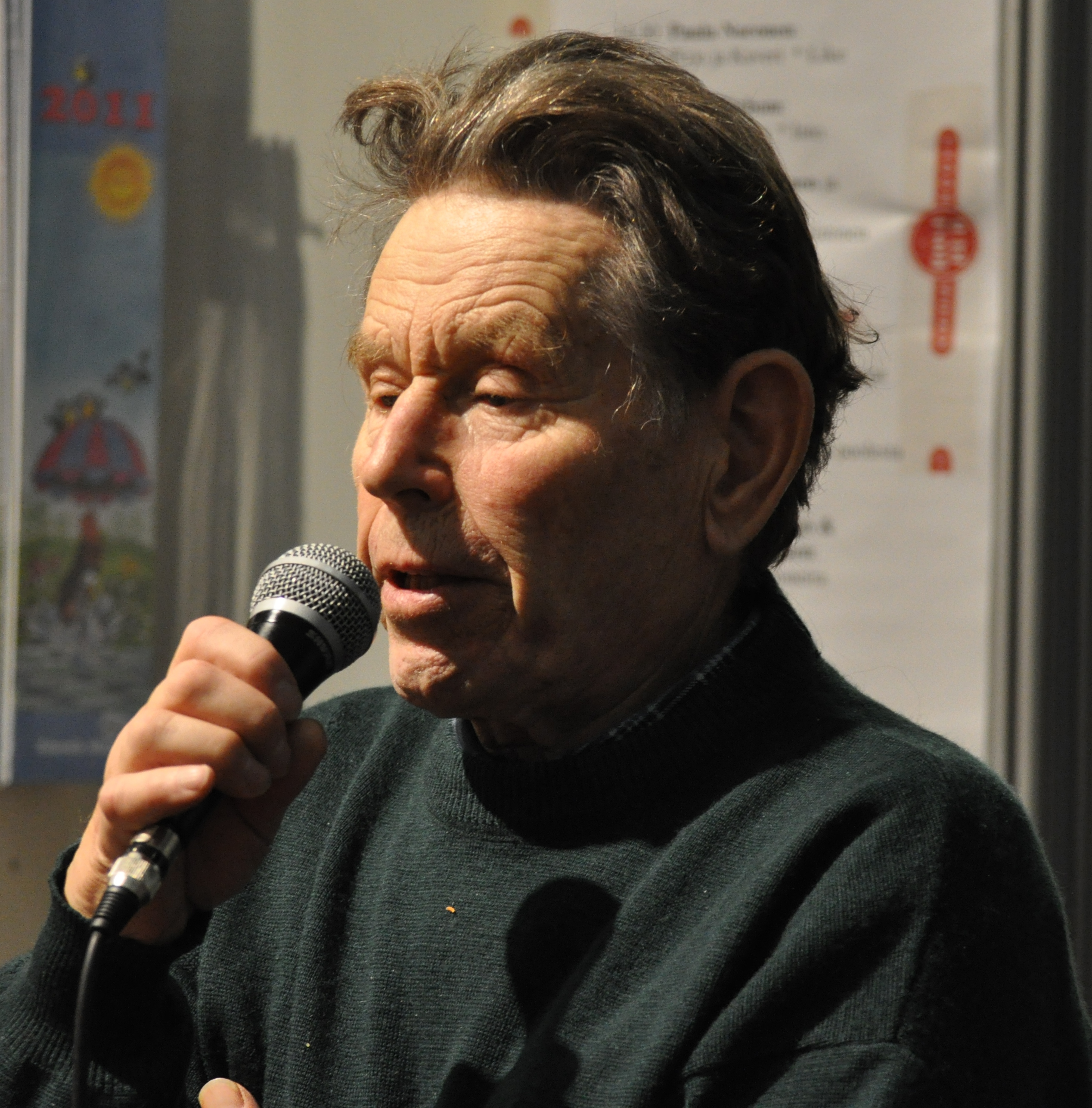
مدافعان پنتی لینکولا از «اصول اخلاقِ قایق‌نجات» توسط مفسران به عنوان نمونه ای از بوم‌فاشیسم ذکر شده‌است.

گرت هاردین و پنتی لینکولا، دو چهره پرنفوذ در بوم‌فاشیسم هستند که هر دو طرفدار چیزی هستند که از آنها به عنوان «اصول اخلاقِ قایق نجات» یاد می‌کنند. هاردین یک بوم‌شناس آمریکایی بود که توسط مرکز حقوق فقر جنوبی متهم به ملی‌گرایی سفیدپوستی بود درحالی که لینکولا یک بوم‌شناس فنلاندی بود که متهم به بوم‌فاشیست فعال بود و فعالانه از پایان دادن به دموکراسی و جایگزینی آن با دیکتاتوری‌هایی که از تاکتیک‌های تمامیت‌خواهی و حتی نسل‌کشی برای پایان دادن به تغییرات آب و هوایی استفاده می‌کرد، متهم بود. هر دو نفر برای نشان دادن دیدگاه خود از نسخه‌های قیاسی زیر استفاده کردند:
| « | وقتی ناگهان یک کشتی حامل صد مسافر واژگون می‌شود و تنها یک قایق نجات وجود دارد، چه باید کرد؟ وقتی قایق نجات پُر شود، کسانی که از زندگی متنفرند سعی می‌کنند آن را با افراد بیشتری بار کنند و مقدار بیشتری غرق شوند. کسانی که زندگی را دوست دارند و به آن احترام می‌گذارند، تیشه کشتی را برداشته و دست‌های اضافی را که به کناره‌ها چسبیده‌اند، قطع می‌کنند | » |